# Годой, Иньяки
Иньяки Годой (англ. Iñaki Godoy; род. 25 августа 2003, Мехико) — мексиканский актёр, наиболее известен ролью Манки Д. Луффи в телесериале «One Piece. Большой куш».

## Биография
Родился 25 августа 2003 года в Мехико. В детстве занимался различными видами спорта, а также ходил в музыкально-театральную школу Stage Company, расположенную в театре Либанес. Участвовал в нескольких школьных спектаклях среди которых особо выделялась постановка «Алисы в стране чудес», хорошо принятая публикой. По словам Годоя успех этого спектакля пробудил в нем настоящий интерес к актёрскому мастерству.
Годой решил стать профессиональным актером в возрасте девяти лет, получив поддержку со стороны матери. Через некоторое время ему удалось получить небольшую роль в телешоу Cocina de hacienda. После этого он продолжал ходить на прослушивания и обучаться актерскому мастерству в Stage Company. Кроме того, во время летних каникул он посетил детский лагерь «Pali Adventures» (расположенный в Калифорнии), где также была программа актёрского мастерства, сценарные и кинокурсы. Благодаря этому Годой освоил азы режиссуры и в дальнейшем снял несколько любительских короткометражных фильмов.
В 2016 году, в возрасте одиннадцати лет, Годой получил свою первую большую роль в американском испаноязычном телесериале Telemundo La querida del Centauro, где сыграл Амадео «Эль Гато». После он отметился в таких проектах, как «Блу Демон» (2016), «Сквозь маску: Веб-сериал» (2018), «Без страха перед правдой» (2019) и «Избранные» (2019), где играл второстепенных персонажей. В четырнадцать лет Годой получил свою первую главную роль в фильме «¡Ánimo Juventud!» (2020). Затем последовали главные роли в лентах «MexZombies» и «No Abras La Puerta», а также участие в телесериалах «Кто убил Сару?» и «Несовершенные», снятые стриминговым сервисом Netflix.
Прорывом для актёра стала роль Манки Д. Луффи в экранизации японской манги «Ван-Пис». Роль лидера пиратов получила хвалебные отзывы в СМИ, а сам сериал был высоко оценён как фанатами манги, так и кинокритиками.

## Фильмография
| Год          |   | Русское название         | Оригинальное название        | Роль                                                     |
| ------------ | - | ------------------------ | ---------------------------- | -------------------------------------------------------- |
| 2016—2017    | с | Женщина кентавра         | La querida del Centauro      | Амадео «Эль Гато»                                        |
| 2016         | с | Блу Демон                | Blue Demon                   | Блу Демон в детстве (эпизод: «Entre el dolor y el amor») |
| 2016         | с | Сквозь маску: Веб-сериал | Por la Máscara: La Serie Web | Аурэлио в детстве                                        |
| 2019         | с | Без страха перед правдой | Sin miedo a la verdad        | Эль Чинос                                                |
| 2019         | с | Избранный                | Los elegidos                 | Бруно                                                    |
| 2021         | с | Кто убил Сару?           | Who Killed Sara?             | Бруно Ласкано                                            |
| 2022         | с | Несовершенные            | The Imperfects               | Хуан Руис (главная роль)                                 |
| 2023 — н. в. | с | One Piece. Большой Куш   | One Piece                    | Манки Д. Луффи (главная роль)                            |

## Семья
Имеет сестру по имени Миа, которая младше его на один год.